# Dansa a Kiribati

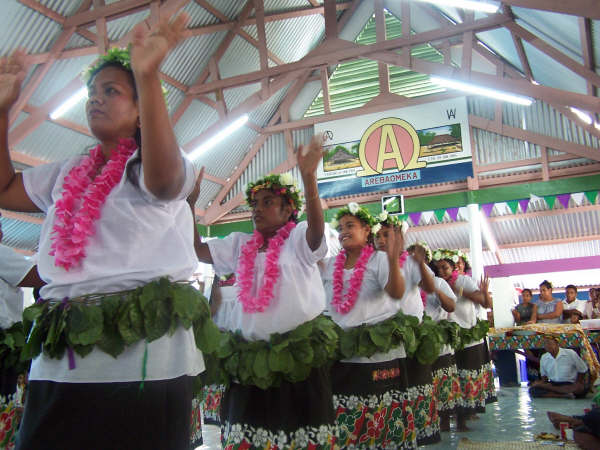
Dones de Kiribati interpretant una dansa tradicional a l'aeroport internacional de Bonriki

La dansa a Kiribati inclou diversos estils únics de la nació insular. La singularitat de la dansa de Kiribati en comparació amb altres formes de dansa de les illes del Pacífic rau en la seva èmfasi en els braços estesos de l'artista i el moviment sobtat del cap, semblant a un ocell. La fregata (Fregata minor) de la bandera de Kiribati fa referència a aquest estil de dansa de Kiribati semblant a la manera de moure's d'un ocell. La majoria de les danses es fan tant amb les persones dretes com assegudes, amb moviment limitat i esglaonat.
El 1963, Gerd Koch va filmar a Tabiteuea danses i cançons tradicionals de la sèrie ruoia : el kawawa, la cançó i la dansa introductòries; el kamei amb un líder de dansa, el wan tarawa i el kabuakaka; i una cançó i dansa de bino amb moviments de braços que l'acompanyen. Koch també va filmar la cançó i la dansa de l'estil kamei de la sèrie de danses ruoia a Onotoa i la dansa que es balla dempeus de l'estil batere que anava acompanyada per un cor d'homes i dones i per ritmes de tambor. A Nonouti Koch va filmar la dansa de bastons de l'estil tirere.

## Estils
La dansa de Kiribati es pot classificar en vuit estils principals. Cadascun incorpora moviments semblants als d'un ocell, però les diferències rauen en la vestimenta, el sexe del ballarí, el nombre de ballarins, la música d'acompanyament i la posició i el moviment del ballarí o ballarins.

### Ruoia
Una de les formes més antigues s'anomena Ruoia. L'estil requereix que el ballarí o ballarins es moguin al ritme amb un cor de cantants darrere. Te Ruoia sol tenir tres versos, cadascun cantat amb un tempo creixent. Dins de la rouia hi ha tres formes subtils; te kemai (normalment interpretat per homes), te kabuti (interpretat només per dones) i la tercera és exclusiva de l'atol Abemama, on està molt estilitzada. Això s'anomena te wa ni banga. L'origen musical d'aquesta forma de dansa no està clar.

### Kaimatoa
La dansa més practicada al Kiribati contemporani és el Kaimatoa, que literalment significa la dansa de la força. La dansa posa a prova la resistència física del ballarí per estirar els braços durant llargs períodes, però també posa a prova la seva resistència emocional. La música i el ritme sovint són molt emotius i no és estrany veure ballarins plorar durant tota la dansa. El kaimatoa pot ser interpretat tant per homes i dones com per nens.

### Buki
Una altra forma relativament moderna dins de la història de la dansa de Kiribati és el Buki . El buki es va originar al nord de les Illes Gilbert (geografia) (Butaritari i Makin). Tanmateix, es balla àmpliament a totes les illes. La dansa només és per a dones i requereix que la ballarina porti una faldilla de fulles de cocoter molt gruixudes i pesades fetes de fulles de cocoter (te kakoko) acabades de brotar bullides i estovades. La faldilla pot pesar fins a 10 quilograms (22 lliures). Com en altres formes de dansa del Pacífic, com ara la hura tahitiana, el buki emfatitza el moviment dels malucs. Generalment, es demana que la ballarina mostri naturalitat, com si el tors i els malucs estiguessin desconnectats. Per tant, el tors i les espatlles s'han de mantenir els més quiets possibles i el moviment dels malucs ha de ser elegant i semblant al moviment de l'aigua.

### Tirere
L'única dansa que utilitza un tipus d'instrument de percussió és el tirere (pronunciat seerere). El tirere normalment l'interpreten un grup de deu a vint ballarins en parelles. Cada ballarí té un bastó d'un peu de llarg que es colpeja al ritme de la cançó que l'acompanya per crear un ritme. El tirere rarament es representa al Kiribati contemporani.

### Te Rebwe/Te Kabuti
La forma de dansa Re Rebwe funciona a partir del ritme i el temps. L'èmfasi del te rebwe implica picar de mans i fer passos amb o sense instrument musical. Una forma estilitzada d'aquesta dansa s'anomena recentment te taubati. Tanmateix, la forma original de te rebwe s'havia desviat per emfatitzar els moviments de guerra i lluita i va passar a ser coneguda com a te kabuti. Això no s'ha de confondre amb el te kabuti original, que és interpretat per dones. Es tracta d'una dansa de guerra i sovint es realitza per demostrar pacíficament els estils tradicionals d'arts marcials.

## Vulgaritat del somriure
Somriure mentre es balla, tal com es veu en el hula hawaià modern, generalment es considera vulgar en el context de la dansa de Kiribati. Això és degut a que, per tradició, la dansa de Kiribati no era només una forma d'entreteniment, sinó també un homenatge a esperits particulars, la unificació de dos clans (kainga), una forma de narració oral i simplement la mostra de l'habilitat, la bellesa i la resistència del ballarí. Per això s'acostuma a ballar amb una actitud serena i amb concentració.